# 檜枝岐温泉
檜枝岐温泉（ひのえまたおんせん）は、福島県南会津郡檜枝岐村にある温泉。

## 泉質
檜枝岐村に複数の源泉がある。それぞれ泉質が異なる。

## 温泉街
旅館5軒、民宿32軒ほどある。
そのほか複数の共同浴場、温水プールがある。

## アクセス
- 車： 国道352号
- 鉄道： 会津鉄道・野岩鉄道会津高原尾瀬口駅より会津バス